# Dyasia juvencula
Dyasia juvencula är en fjärilsart som beskrevs av Paul Dognin 1924. Dyasia juvencula ingår i släktet Dyasia och familjen tandspinnare. Inga underarter finns listade i Catalogue of Life.